# Gran Premio d'Italia 1964
Il Gran Premio d'Italia 1964 fu l'ottava gara della stagione 1964 del Campionato mondiale di Formula 1, disputata il 6 settembre all'Autodromo nazionale di Monza. Divenne l'ultima per Maurice Trintignant, dopo la sua carriera di 14 anni nella Formula 1.
Il pilota statunitense Phil Hill, dopo l'incendio nel Gran Premio precedente, fu sostituito da John Love un pilota della Rhodesia.
La corsa vide la vittoria di John Surtees su Ferrari, seguito da Bruce McLaren su Cooper-Climax e da Lorenzo Bandini su Ferrari.

## Qualifiche
| Pos | N° | Pilota                 | Costruttore                     | Scuderia                       | Tempo  | Distacco |
| --- | -- | ---------------------- | ------------------------------- | ------------------------------ | ------ | -------- |
| 1   | 2  | John Surtees           | Ferrari 158                     | Scuderia Ferrari SpA SEFAC     | 1'37"4 | -        |
| 2   | 16 | Dan Gurney             | Brabham BT7-Climax              | Brabham Racing Organisation    | 1'38"2 | +0.8     |
| 3   | 18 | Graham Hill            | BRM P261                        | Owen Racing Organisation       | 1'38"7 | +1.3     |
| 4   | 8  | Jim Clark              | Lotus 25-Climax                 | Team Lotus                     | 1'39"1 | +1.7     |
| 5   | 26 | Bruce McLaren          | Cooper T73-Climax               | Cooper Car Company             | 1'39"4 | +2.0     |
| 6   | 12 | Jo Siffert             | Brabham BT11-BRM                | Siffert Racing Team            | 1'39"7 | +2.3     |
| 7   | 4  | Lorenzo Bandini        | Ferrari 158                     | Scuderia Ferrari SpA SEFAC     | 1'39"8 | +2.4     |
| 8   | 10 | Mike Spence            | Lotus 33-Climax                 | Team Lotus                     | 1'40"3 | +2.9     |
| 9   | 20 | Richie Ginther         | BRM P261                        | Owen Racing Organisation       | 1'40"4 | +3.0     |
| 10  | 28 | Ronnie Bucknum         | Honda RA271                     | Honda R&D Company              | 1'40"4 | +3.0     |
| 11  | 14 | Jack Brabham           | Brabham BT11-Climax             | Brabham Racing Organisation    | 1'40"8 | +3.4     |
| 12  | 34 | Jo Bonnier             | Brabham BT7-Climax              | RRC Walker Racing Team         | 1'41"0 | +3.6     |
| 13  | 46 | Innes Ireland          | BRP 2-BRM                       | British Racing Partnership     | 1'41"0 | +3.6     |
| 14  | 22 | Bob Anderson           | Brabham BT11-Climax             | DW Racing Enterprises          | 1'41"3 | +3.9     |
| 15  | 30 | Giancarlo Baghetti     | BRM P57                         | Scuderia Centro Sud            | 1'41"4 | +4.0     |
| 16  | 6  | Ludovico Scarfiotti    | Ferrari 156 Aero                | Scuderia Ferrari SpA SEFAC     | 1'41"6 | +4.2     |
| 17  | 40 | Mike Hailwood          | Lotus 25-BRM                    | Reg Parnell Racing             | 1'41"6 | +4.2     |
| 18  | 38 | Peter Revson           | Lotus 24-BRM                    | Privato                        | 1'42"0 | +4.6     |
| 19  | 50 | Mario Araujo de Cabral | Derrington-Francis-ATS Tipo 100 | Derrington Francis Racing Team | 1'42"6 | +5.2     |
| 20  | 60 | Jean-Claude Rudaz      | Cooper T60-Climax               | Fabre Urbain                   | 1'43"0 | +5.6     |
| 21  | 48 | Maurice Trintignant    | BRM P57                         | Privato                        | 1'43"3 | +5.9     |
| DNQ | 44 | Trevor Taylor          | BRP 1-BRM                       | British Racing Partnership     | 1'43"8 | +6.4     |
| DNQ | 36 | Geki                   | Brabham BT11-BRM                | RRC Walker Racing Team         | 1'44"1 | +6.7     |
| DNQ | 24 | John Love              | Cooper T73-Climax               | Cooper Car Company             | 1'48"5 | +11.1    |
| DNQ | 56 | Ian Raby               | Brabham BT3-BRM                 | Ian Raby Racing                | 1'52"2 | +14.8    |

## Gara
Parteciparono i primi 20 piloti secondo il risultato delle qualifiche. Maurice Trintignant (21º) partì al posto di Jean-Claude Rudaz che abbandonò alla partenza.

### Risultati
| Pos | N° | Pilota                 | Costruttore            | Giri | Tempo/Causa Ritiro | Pos partenza | Punti |
| --- | -- | ---------------------- | ---------------------- | ---- | ------------------ | ------------ | ----- |
| 1   | 2  | John Surtees           | Ferrari 158            | 78   | 2:10:51.8          | 1            | 9     |
| 2   | 26 | Bruce McLaren          | Cooper T73-Climax      | 78   | + 1:06.0           | 5            | 6     |
| 3   | 4  | Lorenzo Bandini        | Ferrari 158            | 77   | + 1 giro           | 7            | 4     |
| 4   | 20 | Richie Ginther         | BRM P261               | 77   | + 1 giro           | 9            | 3     |
| 5   | 46 | Innes Ireland          | BRP 2-BRM              | 77   | + 1 giro           | 13           | 2     |
| 6   | 10 | Mike Spence            | Lotus 33-Climax        | 77   | + 1 giro           | 8            | 1     |
| 7   | 12 | Jo Siffert             | Brabham BT11-BRM       | 77   | + 1 giro           | 6            |       |
| 8   | 30 | Giancarlo Baghetti     | BRM P57                | 77   | + 1 giro           | 15           |       |
| 9   | 6  | Ludovico Scarfiotti    | Ferrari 156 Aero       | 77   | + 1 giro           | 16           |       |
| 10  | 16 | Dan Gurney             | Brabham BT7-Climax     | 75   | + 3 giri           | 2            |       |
| 11  | 22 | Bob Anderson           | Brabham BT11-Climax    | 75   | + 3 giri           | 14           |       |
| 12  | 34 | Jo Bonnier             | Brabham BT7-Climax     | 74   | + 4 giri           | 12           |       |
| 13  | 38 | Peter Revson           | Lotus 24-BRM           | 72   | + 6 giri           | 18           |       |
| 14  | 14 | Jack Brabham           | Brabham BT11-Climax    | 59   | Motore/Biella      | 11           |       |
| 15  | 8  | Jim Clark              | Lotus 25-Climax        | 27   | Motore             | 4            |       |
| Rit | 50 | Mario Araujo de Cabral | Derrington-Francis-ATS | 24   | Accensione         | 19           |       |
| Rit | 48 | Maurice Trintignant    | BRM P57                | 21   | Iniezione          | 21           |       |
| Rit | 28 | Ronnie Bucknum         | Honda RA271            | 12   | Freni              | 10           |       |
| Rit | 40 | Mike Hailwood          | Lotus 25-BRM           | 4    | Motore             | 17           |       |
| Rit | 18 | Graham Hill            | BRM P261               | 0    | Frizione           | 3            |       |
| NP  | 60 | Jean-Claude Rudaz      | Cooper T60-Climax      |      | Motore             |              |       |

## Statistiche

### Piloti
- 3ª vittoria per John Surtees
- 10° podio per John Surtees
- 50º Gran Premio per Bruce McLaren
- 1º Gran Premio per Geki
- 1° e unico Gran Premio per Jean-Claude Rudaz
- Ultimo Gran Premio per Maurice Trintignant e Mario Araujo de Cabral

### Costruttori
- 39° vittoria per la Ferrari
- 1° e unico Gran Premio per la Derrington-Francis

### Motori
- 39° vittoria per il motore Ferrari

### Giri al comando
- Dan Gurney (1, 6-7, 10, 12-14, 16, 22, 25-26, 29, 32, 37-38, 45, 47-48, 50-52, 55)
- John Surtees (2-5, 8-9, 11, 15, 17-21, 23-24, 27-28, 30-31, 33-36, 39-44, 46, 49, 53-54, 56-78)

## Classifiche Mondiali

### Piloti
| Pos | Pilota              | Punti |
| --- | ------------------- | ----- |
| 1   | Graham Hill         | 32    |
| 2   | Jim Clark           | 30    |
| 3   | John Surtees        | 28    |
| 4   | Richie Ginther      | 20    |
| 5   | Lorenzo Bandini     | 19    |
| 6   | Bruce McLaren       | 13    |
| 7   | Jack Brabham        | 11    |
|     | Peter Arundell      | 11    |
| 9   | Dan Gurney          | 10    |
| 10  | Bob Anderson        | 5     |
| 11  | Tony Maggs          | 4     |
|     | Innes Ireland       | 4     |
| 13  | Jo Siffert          | 3     |
|     | Jo Bonnier          | 3     |
| 15  | Maurice Trintignant | 2     |
|     | Chris Amon          | 2     |
| 17  | Mike Hailwood       | 1     |
|     | Mike Spence         | 1     |
|     | Phil Hill           | 1     |

### Costruttori
| Pos | Team           | Punti   |
| --- | -------------- | ------- |
| 1   | Ferrari        | 37      |
| 2   | BRM            | 36 (42) |
| 3   | Lotus-Climax   | 35      |
| 4   | Brabham-Climax | 21      |
| 5   | Cooper-Climax  | 16      |
| 6   | BRP-BRM        | 4       |
| 7   | Lotus-BRM      | 3       |
|     | Brabham-BRM    | 3       |